# Matarranya
|  | Per a altres significats, vegeu «Matarranya (desambiguació)». |

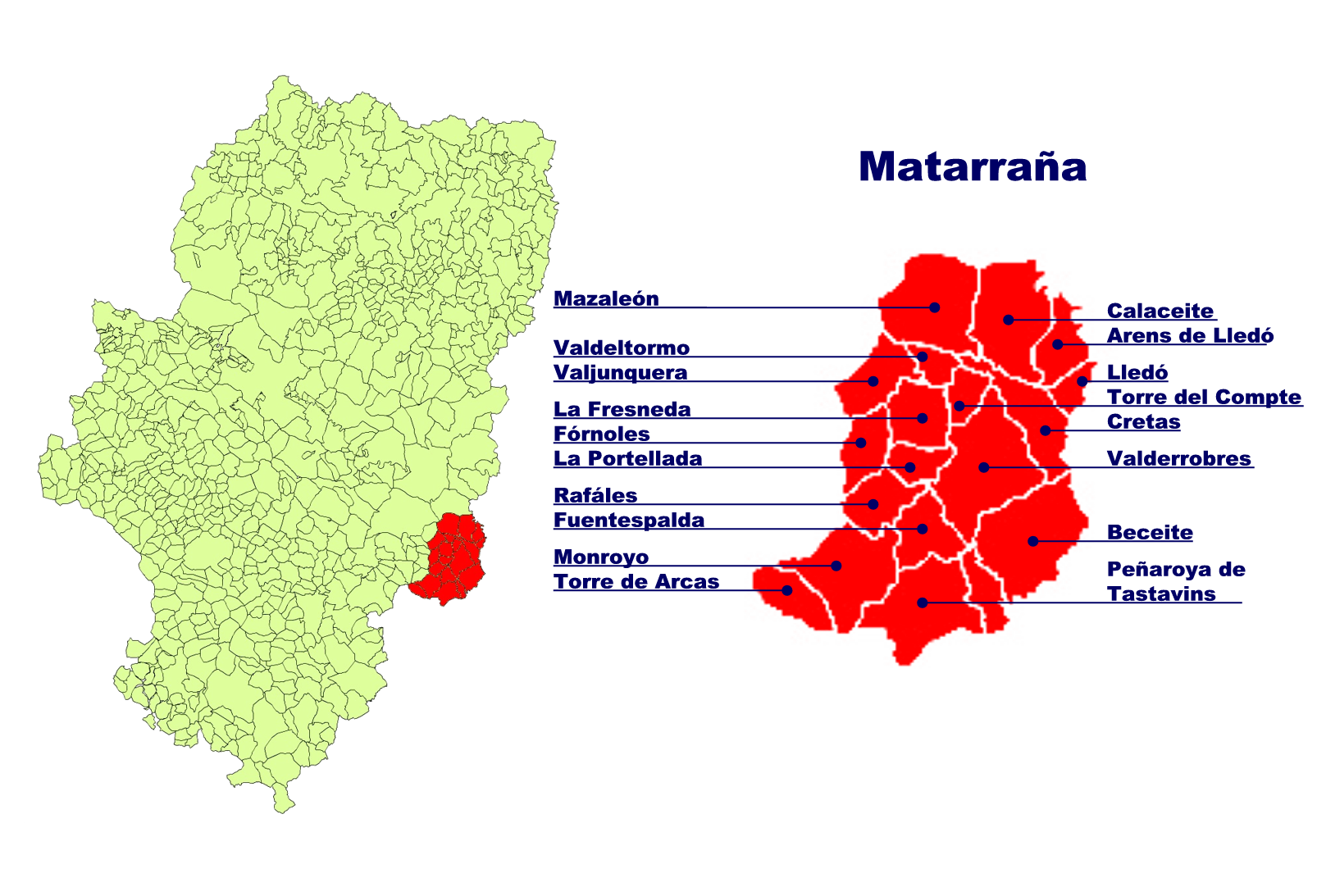
Municipis del Matarranya

Isoglosses fonològiques del català del Matarranya segons Joaquim Rafel i Fontanals (1981)

El Matarranya (en castellà Matarraña i oficialment Matarraña/Matarranya) és una comarca de l'Aragó, a la província de Terol. Pren el nom del riu que la travessa. Pertany íntegrament a la Franja de Ponent, territori oriental de l'Aragó on es parla català. Limita al nord amb el Baix Aragó-Casp (pertanyent a la província de Saragossa), a l'oest amb el Baix Aragó (pertanyent a la província de Terol), al sud amb les comarques dels Ports i el Baix Maestrat, al País Valencià, i a l'est amb la Terra Alta, el Baix Ebre i el Montsià, a Catalunya.
Presenta una superfície de 933 km² i una població de 8259 habitants (el 2017), repartits en 18 municipis. Vall-de-roures n'és la capital administrativa (i municipi més poblat) mentre que Calaceit és la capital cultural. A part d'estes dues poblacions, cap altra supera el miler d'habitants.

## Història
La comarca del Matarranya es troba en un espai geogràfic que històricament ha estat un nexe entre les terres de l'interior i la costa del Mediterrani. La seua proximitat al mar i el fet de trobar-se en un punt d'unió entre el País Valencià i Catalunya li ha donat a la comarca un caràcter mediterrani i un paper de frontera al llarg de la seua dilatada història.
L'art rupestre llevantí és el primer testimoni que es trobà al territori i fou declarat Patrimoni de la Humanitat per la Unesco. L'arqueòleg calaceití Joan Cabré va descobrir el 1903, al Barranc del Calapatà a Queretes, el primer conjunt d'estes manifestacions pictòriques naturalistes en la Roca dels Moros. Posteriorment es van trobar les pintures de la Fenellassa, a Beseit, les traces de les quals s'allunyen del naturalisme per adoptar formes de representació esquemàtica.
Als segles VII-VI aC es va desenvolupar l'època ibèrica, quan es va constituir un dels moments de major esplendor al territori del Matarranya. Són nombrosos els poblats establerts a partir del segle V aC, com el dels Castellans, entre Queretes i Calaceit, El Piuró del Barranc Fondo de Massalió, el Tossal Redó a Calaceit, etc. En este aspecte, el Poblat iber de San Antonio de Calaceit va tenir un paper predominant a la zona, fins que finalment foren abandonats amb l'arribada dels romans el 218 aC
L'organització actual del territori del Matarranya té el seu origen a finals del segle xii, en temps de la reconquesta cristiana, la qual no es va fer efectiva fins al regnat d'Alfons II. El 1179 va donar bona part del territori a l'Orde de Calatrava, mentre que la Penya d'Aznar Lagaya (amb Fondespatla, Vall-de-roures, Massalió, Torre del Comte i Beseit) es quedava en mans de l'arquebisbat de Saragossa, promotors del castell i església de Vall-de-roures.
Durant l'Edat Moderna, l'augment del poder municipal es plasma en la construcció de cases consistorials prenent el llenguatge renaixentista. En este període s'assisteix a una especialització en la producció de l'oli, amb un important nombre de premses on es realitzava la molta en campanyes que duraven 8 o 9 mesos. I també es va haver de fer front als devastadors efectes de la guerra en veure's esta zona involucrada en la Guerra dels Segadors de 1640 i la Guerra de Successió de 1705. Ja al segle xix, amb les guerres carlines, els Ports de Beseit es van consolidar com un focus de resistència durant el Trienni Liberal.
Fins al 1833 lo Matarranya formà part del partit o corregiment d'Alcanyís; amb la divisió provincial d'est any restà inclòs a la província de Terol (excepte Aiguaviva de Bergantes, que fou atribuït al de Castellot, tots los altres llocs depengueren del partit judicial d'Alcanyís).
L'inici de la Guerra Civil el 1936 i l'arribada de milicians va portar a estes terres la implantació de nombroses col·lectivitats anarquistes, experiència que finalment va fracassar. El 1938 la zona es presa per les tropes franquistes, inciant-se-se una cruenta i llarga postguerra.
La llei de creació de la comarca és la 7/2002 del 15 d'abril de 2002. Se va constituir l'1 de juny de 2002 i les competències li van ser traspassades l'1 de juliol de 2002.

### Topònim
L'origen del topònim Matarranya se situa com marc d'un arquebisbat:
La Rambla Matraniya, com li dirien en aquella època els mossàrabs tortosins i de la ribera de l'Ebre perquè aquell riu assenyalava la divisòria entre les jurisdiccions del bisbe de Tortosa i la de l'arquebisbe (Matran) de Saragossa (COROMINES, 1970).

## Municipis
| |          |          |          |
| \| Municipi \| Població \| Extensió \| Densitat \| \| ---------------------- \| -------- \| -------- \| -------- \| \| Arenys de Lledó \| 199 \| 34,3 \| 5,80 \| \| Beseit \| 551 \| 96,7 \| 5,70 \| \| Calaceit \| 1.038 \| 81,3 \| 12,77 \| \| Fondespatla \| 298 \| 39,0 \| 7,64 \| \| Fórnols de Matarranya \| 78 \| 32,6 \| 2,39 \| \| Freixneda, la \| 436 \| 39,5 \| 11,04 \| \| Lledó d'Algars \| 166 \| 15,6 \| 10,64 \| \| Massalió \| 543 \| 86,2 \| 6,30 \| \| Mont-roig de Tastavins \| 335 \| 79,2 \| 4,23 \| \| Pena-roja \| 461 \| 83,3 \| 5,53 \| \| Portellada, la \| 246 \| 21,4 \| 11,50 \| \| Ràfels \| 146 \| 35,6 \| 4,10 \| \| Queretes \| 572 \| 52,7 \| 10,85 \| \| Torredarques \| 83 \| 34,3 \| 2,42 \| \| Torre del Comte, la \| 130 \| 19,5 \| 6,67 \| \| Vall de Tormo, la \| 298 \| 16,0 \| 18,63 \| \| Vall-de-roures \| 2.338 \| 124,0 \| 18,85 \| \| Valljunquera \| 341 \| 41,8 \| 8,16 \| \| Total \| 8.259 \| 933 \| 8,85 \| |          |          |          |
| Municipi | Població | Extensió | Densitat |
| Arenys de Lledó | 199      | 34,3     | 5,80     |
| Beseit | 551      | 96,7     | 5,70     |
| Calaceit | 1.038    | 81,3     | 12,77    |
| Fondespatla | 298      | 39,0     | 7,64     |
| Fórnols de Matarranya | 78       | 32,6     | 2,39     |
| Freixneda, la | 436      | 39,5     | 11,04    |
| Lledó d'Algars | 166      | 15,6     | 10,64    |
| Massalió | 543      | 86,2     | 6,30     |
| Mont-roig de Tastavins | 335      | 79,2     | 4,23     |
| Pena-roja | 461      | 83,3     | 5,53     |
| Portellada, la | 246      | 21,4     | 11,50    |
| Ràfels | 146      | 35,6     | 4,10     |
| Queretes | 572      | 52,7     | 10,85    |
| Torredarques | 83       | 34,3     | 2,42     |
| Torre del Comte, la | 130      | 19,5     | 6,67     |
| Vall de Tormo, la | 298      | 16,0     | 18,63    |
| Vall-de-roures | 2.338    | 124,0    | 18,85    |
| Valljunquera | 341      | 41,8     | 8,16     |
| Total | 8.259    | 933      | 8,85     |

## Política i administració
| Càrrec    | Nom                               | Ajuntament                        | Partit Polític |  |
| --------- | --------------------------------- | --------------------------------- | -------------- |  |
| President | Francisco Esteve Lombarte         | Alcalde de Pena-roja de Tastavins | PAR            |  |
| Secretari | Francisco Loscertales Martínez    | -                                 | -              |  |
| Vocal     | Rafael Martí Casals               | Regidor de Massalió               | PSOE           |  |
| Vocal     | Alberto Moragrega Julián          | Alcalde de Beseie                 | PSOE           |  |
| Vocal     | Alberto Riba Pons                 | Regidor de Vall-de-roures         | PAR            |  |
| Vocal     | Antonio Algueró Roca              | Alcalde de La Freixneda           | PP             |  |
| Vocal     | Carlos Lombarte Andreu            | Regidor de Pena-roja              | PP             |  |
| Vocal     | Ernesto Marín Querol              | Regidor de Vall-de-roures         | PP             |  |
| Vocal     | Fernando Javier Camps Juan        | Alcalde de Cretes                 | PP             |  |
| Vocal     | Javier Adell Latorre              | Regidor de La Freixneda           | PSOE           |  |
| Vocal     | José Escrig Vileta                | Regidor de Valljunquera           | PAR            |  |
| Vocal     | José Luis Roda Centelles          | Regidor de Ràfels                 | PAR            |  |
| Vocal     | José María Salsench Mestre        | Alcalde de Calaceit               | PP             |  |
| Vocal     | José Miguel Timoneda Puyo         | Alcalde de la Vall de Tormo       | PAR            |  |
| Vocal     | Juan Enrique Celma Guimera        | Regidor de Beseit                 | PP             |  |
| Vocal     | Mariano Antonio San Nicolás Viver | Alcalde de Massalió               | PP             |  |
| Vocal     | Oscar Arrufat Maraver             | Alcalde de Mont-roig de Tastavins | PSOE           |  |
| Vocal     | Ángel Manuel Segura Antolín       | Regidor de Fondespatla            | PP             |  |
| Vocal     | María José Vallés Brenchat        | Alcaldessa de Lledó               | PSOE           |  |
| Vocal     | María Ángeles Vaquer Domingo      | Alcaldessa d'Arenys de Lledó      | PSOE           |  |

| Eleccions 2011 |       |        |         |            |
| Partit         | Vots  | % Vots | Electes | Consellers |
| PP             | 2.098 | 40,78% | 44      | 8          |
| PSOE           | 1.442 | 28,03% | 31      | 6          |
| PAR            | 1.300 | 25,27% | 39      | 5          |
| CHA            | 239   | 4,65%  | 3       | 0          |
| ERC/ESQUERRA   | 66    | 1,28%  | 1       | 0          |
| Total          | 5.145 | 100%   | 118     | 19         |